# 1843
1843 (MDCCCXLIII) fue un año común comenzado en domingo según el calendario gregoriano.

## Acontecimientos

### Enero
- 1 de enero (20 de diciembre del calendario juliano): Gheorghe Bibescu es elegido por la Asamblea valaca hospodar del Principado de Valaquia en Bucarest, vasallo del Imperio Otomano, según la ley Regulamentul Organic, implantada con el apoyo del Imperio Ruso.[1]
- 1 de enero: en Amalfi (Antioquía) es elevado a la categoría de Municipio.
- 5 de enero: En Estados Unidos, en la ciudad de Marked Tree, en Arkansas, 35°30′N 90°30′O / 35.5, -90.5 a las 2:45 sucede un terremoto de 6,3 grados en la escala sismológica de Richter.[2]
- 5 de enero: en la isla indonesia de Nias se registra un fuerte terremoto de 7,8 que provoca un tsunami que causa graves daños.
- 6 de enero: En la Antártida, el explorador británico James Clark Ross descubre y nombra las Snow Hill Island  y Seymour Island.[3]
- 16 de enero: en Bilbao nace Rafaela Ybarra

### Febrero
- 8 de febrero: La isla de Guadalupe, en el mar Caribe, es golpeada por un terremoto de 8,5, que destruye la ciudad de Pointe-à-Pitre y mata entre 1.500 y 5.000 personas.[4]
- 10 de febrero: El capitán de fragata Lord George Paulet llega a Honolulu y reclama la soberanía del Reino de Hawái para el Imperio británico, en contra de la política británica. El rey Kamehameha III acepta para evitar el derramamiento de sangre, pero protesta oficialmente ante el gobierno de Londres.[5]
- 16 de febrero: En el marco de la Guerra Grande (1838-1852: blancos de Uruguay y federales de Argentina, contra colorados de Uruguay y unitarios de Argentina), el general uruguayo Manuel Oribe de la Confederación Argentina, aliado del federalista Juan Manuel de Rosas, gobernador de la provincia de Buenos Aires, pone sitio a la ciudad-puerto de Montevideo, en el Estado Oriental del Uruguay, asedio que durará hasta 1851.[6]
- 17 de febrero: El general británico Sir Charles James Napier, se enfrenta con las tropas de la Compañía Británica de las Indias Orientales a los emires del Sind (actual provincia de Pakistán), y les derrota en la batalla de Miani, comenzando el camino para convertir la región en una provincia del Imperio británico.[7]

### Marzo
- 8 de marzo: El rey Cristián VIII de Dinamarca restablece en Islandia el Alþingi o Dieta local (el más antiguo Parlamento del mundo, creado en el 930, y disuelto en 1800) como asamblea consultiva, con 20 miembros de distritos electorales, y 6 miembros por designación real, y que se reunió por primera vez en 1845.[8]
- 10 de marzo: En la república de Haití, Jean-Pierre Boyer, presidente desde 1818, es forzado a abandonar el poder por una revuelta contra su poder autoritario.[9]
- 14 de marzo: En Canadá, se funda la ciudad de Victoria (Columbia Británica), como un puesto de comercio y fuerte, por la Compañía de la Bahía de Hudson.[10]
- 15 de marzo: Desembarco en Ouidah (Benín) del representante de una firma particular de Marsella, que firmará un acuerdo en mayo con el rey Ghezo en Abomey, para el comercio y exportación del aceite de palma.[11]
- 16 de marzo: En el Imperio de Brasil, decreto para la fundación de la ciudad de Petrópolis, en honor del emperador Pedro II de Brasil.[12]
- 21 de marzo: En Estados Unidos se celebra el Día del Fin del Mundo, vaticinado (erróneamente) por el milenarista William Miller de acuerdo con sus estudios sobre las profecías de Daniel. (Véase Lista de fechas del fin del mundo).[13]
- 24 de marzo: El general británico Sir Charles James Napier, tras su victoria en la batalla de Miani, logra derrotar a los emires del Sind (actual provincia de Pakistán) en la batalla de Hyderabad, completando la anexión de esta región clave fronteriza como parte del Imperio británico, de la que será nombrado Gobernador.[7]
- 24 de marzo: En Argelia, el gobernador francés Bugeaud confisca por una ordenanza real unas 200.000 hectáreas de tierras indígenas, la mayoría alrededor de Argel, lo que provoca el desplazamiento de estas tribus hacia el sur. Las tierras se distribuyen entre el Estado (un 50%), los colonos europeos (un 25%), y el resto para los indígenas.[14]
- 25 de marzo: Se inaugura el Túnel del Támesis, construido por el ingeniero francés Marc Isambard Brunel, primer túnel bajo el río Támesis en Londres (el primero del mundo bajo un río navegable), entre Rotherhithe y Wapping, a 26 metros de profundidad, con 396 m de largo, 11 de anchura y 6 de altura.[15]
- marzo: El capitán de navío y plenipotenciario Juan José Lerena y Barry iza el pabellón español a principios de mes en la capital de la isla de Fernando Poo a la que rebautiza con el nombre de Santa Isabel (actual Malabo), y luego anexiona la isla de Corisco y la isla de Annobon, así como el territorio de Río Muni en la Guinea continental, todos para la corona de España, antes de volver a Cádiz el 26 de marzo.[16]

### Abril
- 7 de abril: En la India, el Indian Slavery Act o Act V, quita el soporte legal a la esclavitud en las tierras de la Compañía Británica de las Indias Orientales.[17]
- 8 de abril: En Venezuela, un total de 391 colonos alemanes llegan al Palmar del Tuy, fundando la Colonia Tovar en el estado Aragua.[18]
- 20 de abril: En el Imperio Ruso se emite el decreto para organizar las migraciones hacia Siberia, lo que supondrá 50.000 partidas oficiales entre 1844 y 1861.[19]

### Mayo
- 4 de mayo: En Sudáfrica, Gran Bretaña se anexiona Natal y la incorpora a la colonia de El Cabo.[20]
- 8 de mayo: En la República de la Nueva Granada (actual Colombia), promulgación de una nueva Constitución centralista y autoritaria, que daba primacía al ejecutivo, y suprimía el Consejo de Estado, y que no fue derogada hasta 1853.[21]
- 14 de mayo: en México el general Antonio López de Santa Anna asume la presidencia por séptima vez.
- 16 de mayo: Tiene lugar la batalla naval de Campeche entre una flota texano-yucateca (ayuda de la República de Texas a los rebeldes de la República de Yucatán contra el gobierno central de México) y la marina mexicana, en las costas de San Francisco de Campeche, con victoria texano-yucateca.[22]
- 16 de mayo: En Argelia, toma de la Smala (reunión de tiendas de clanes árabes), capital móvil con 20 000 habitantes y 6.000 soldados de Abd al-Qádir, estando éste ausente, en la fuente de Taguin, al sur de Argel, donde el duque de Aumale (hijo del rey Luis Felipe de Francia) con 600 caballeros, toma 3000 prisioneros.[23]
- 18 de mayo: Crisis religiosa (cisma) en Escocia, en la que 470 ministros de la Iglesia de Escocia y el 40% de sus fieles, se escinden y fundan la Iglesia libre de Escocia (hasta 1900), con Thomas Chalmers como primer moderador, como protesta por el papel jugado por los laicos en la nominación de los ministros de culto.[24]
- 22 de mayo: En Estados Unidos se consolida la senda de Oregón. En ese día, entre 500 y 1000 pioneros dejan la ciudad de Independence (Misuri), para dirigirse a través de las montañas Rocosas hacia el territorio de Oregón en la costa oeste. Eran unos 3200 km de distancia, que necesitaban 5 a 6 meses en caravana para recorrerlo. Esta senda se mantuvo en funcionamiento hasta 1869 en que se inauguró el primer ferrocarril transcontinental de Estados Unidos.[25]
- 29 de mayo: Partida de Kansas City de una expedición liderada por John C. Frémont, para explorar California, y que corregirá su cartografía, hasta entonces solo aproximada.[26]

### Junio
- 7 de junio: En Etiopía, firma de un Tratado de Amistad y Comercio entre el rey de Shewa, Sahle Selassie, y el rey de Francia, Luis Felipe I.[27]
- 10 de junio: en Oaxaca (México), la población de Huajuapan de León es elevada a la categoría de «Heroica Villa».
- 17 de junio: En Nueva Zelanda, se produce la masacre de Wairau en la región de Marlborough, en el norte de la isla Sur, tras un enfrentamiento entre colonos de la Compañía de Nueva Zelanda, y una tribu maorí, sobre una compra de tierra fraudulenta por los colonos, y en la que murieron 22 colonos y 4 maoríes.[28]
- 18 de junio: Establecimiento de un puesto comercial francés permanente, Fort d’Aumale, en el estuario del río Gabón, en el marco de convertir Gabón en una posesión francesa.[29]
- junio: En Nueva York, nacimiento del Partido Republicano Americano, una pequeña organización política anticatólica y antiinmigración, lanzada como una protesta contra los votantes y las autoridades inmigrantes, que se convirtió en el Partido Nativo Americano, pero que desapareció en 1846.[30]

### Julio
- 8 de julio: Un terremoto de 7,0 sacude Wanganui (Nueva Zelanda).
- 12 de julio: En Estados Unidos, el líder mormón Joseph Smith declara que Dios permite la poligamia o matrimonio plural, y lo manda registrar en la actual sección 132 de Doctrina y Convenios de la Iglesia de Jesucristo de los Santos de los Últimos Días.[31]
- 19 de julio: En Brístol (Inglaterra) el ingeniero británico Isambard Kingdom Brunel (1806-1859) bota el buque SS Great Britain, el primer barco de pasajeros propulsado con una hélice, el primer transatlántico con casco hecho de hierro y el barco más grande del mundo en su momento. Su viaje inaugural fue en 1845 entre Liverpool y Nueva York.[32]
- 21 de julio: Inauguración de un parque zoológico en la ciudad de Amberes, el primero de Bélgica.[33]
- 23 de julio: En España, los generales moderados Serrano, Narváez, Prim y Concha derrotan política y militarmente al regente Espartero, que parte al exilio en Inglaterra el 30 de julio, con lo que se inicia el gobierno dictatorial del general Serrano.[34]
- 31 de julio: Tras llegar cinco días antes a Honolulu, el Contraalmirante Richard Thomas, comandante en jefe de la flota británica del Océano Pacífico, restaura la soberanía hawaiana y repone al rey Kamehameha III en el trono.[5]
- julio: En Turquía, en la región de Hakkâri, se produce una masacre por el emir kurdo Badr Khan contra la población cristiano-asiria (nestorianos) del Imperio Otomano, en la que murieron unos 10 000 indígenas asirios, y otros miles fueron vendidos como esclavos.[35]

### Agosto
- 15 de agosto: En Dinamarca abren los Jardines Tivoli, creados por Georg Carstensen durante el reinado de Cristián VIII, uno de los primeros parques de atracciones del mundo, que todavía existe.[36]
- 15 de agosto: En Búfalo, estado de Nueva York, comienza la Convención política del Partido Libertad, un partido menor abolicionista, en el que participan por primera vez afroamericanos de la Convención Nacional de Ciudadanos de Color.[37]
- 15 de agosto: La Catedral de Nuestra Señora de la Paz en la ciudad de Honolulu, en el reino de Hawái, es dedicada y se convierte en la más antigua catedral católica de uso continuo en Estados Unidos, y es la iglesia matriz de la diócesis de Honolulu.[38]
- 16 de agosto: Comienzo de un viaje desde Saint-Louis por el África Occidental, del explorador y escritor francés Anne Raffenel, encargado de explorar el río Falémé, un afluente del río Senegal, y los países ribereños (Senegal, Malí y Gambia), terminando el 16 de marzo de 1844.[39]
- 18 de agosto: El teatro Linden Opera de Berlín (actual Staatsoper Unter den Linden) es destruido por el fuego. Se reconstruyó y reinauguró en 1844.[40]
- 23 de agosto: El presidente Santa Anna de México anuncia que la anexión de Texas a los Estados Unidos de América sería considerado como un acto de guerra, en una carta de su Secretario de Relaciones Exteriores, José María Bocanegra, al embajador americano, Waddy Thompson.[41]

### Septiembre
- 1 de septiembre: en Torres de Jaén (España) en época de crecidas sube el nivel del agua arrastrando gran cantidad de tierra procedente del Monte de la Vieja atravesando de arriba abajo y dividiendo el pueblo en dos, creándose La Rambla de Torres.
- 2 de septiembre: Comienzo de la visita oficial de la reina Victoria del Reino Unido al rey Luis Felipe I de Francia, en el castillo de Eu, hasta el 7 de septiembre, para refrendar la alianza entre Francia y Reino Unido, lo que supuso la primera Entente Cordiale entre los dos países.[42]
- 4 de septiembre: Después de 4 años y 5 meses de expedición naval a la Antártida, de descubrimientos y estudios cartográficos y magnéticos, el británico James Clark Ross llega de vuelta a Folkestone, y de allí a Londres.[43]
- 7 de septiembre: Valentín Canalizo asume la presidencia de México como el decimotercer presidente de dicho país.
- 12 de septiembre: Se funda la villa de Paso de los Libres situada en la provincia de Corrientes, Argentina, ciudad fronteriza con Uruguayana, Brasil, en recuerdo de los 108 libertadores que buscaron la libertad atravesando grandes distancias.[44]
- 15 de septiembre, 3 de septiembre del calendario juliano: En el reino de Grecia, la grave crisis económica provoca una revuelta popular en Atenas apoyada por los estamentos político y militar, en la que se reclamaba una nueva Constitución. El rey autocrático Otón I cedió y promulgó una nueva Carta Magna en 1844, aceptó una Asamblea Nacional Permanente y la marcha de sus asesores bávaros que dominaban el gobierno.[45]
- 21 de septiembre: En el sur de la Patagonia chilena, el capitán de fragata John Williams Wilson, también conocido como Juan Guillermos, al mando de la goleta Ancud, toma posesión del estrecho de Magallanes en nombre del Estado de Chile, para evitar una ocupación por Francia o Gran Bretaña.[46]

### Octubre
- 8 de octubre: El pacifista alcalde católico de Dublín, Daniel O'Connell, desconvoca la manifestación que había convocado de 1 millón de personas en Clontarf por la Derogación de la Unión del reino de Irlanda con el reino de Gran Bretaña, ante la férrea oposición de Sir Robert Peel, primer ministro británico, y la llegada de barcos de guerra con soldados británicos. Esa decisión no será comprendida por sus seguidores, y la Joven Irlanda se escindirá.[47]
- 8 de octubre: En China, tras el Tratado de Nankín en 1842, se firma como complemento el Tratado del estrecho de Bogue o Bocca Tigris, en la provincia de Cantón, por el que el Imperio británico obtenía de China la extraterritorialidad y el estatus de nación más favorecida.[48]
- 13 de octubre: Un grupo de 12 personas judías, encabezado por Henry Jones, se reúnen en el Lower East Side de Nueva York para crear la organización no gubernamental B'nai B'rith (Hijos de la Alianza), de carácter filantrópico y orientada a los derechos humanos y la asistencia social.[49]
- 30 de octubre: Inauguración del Fuerte Bulnes a orillas del Estrecho de Magallanes, en honor al presidente de la República de Chile, Manuel Bulnes Prieto, siendo el primer asentamiento chileno en la zona.[50]

### Noviembre
- 4 de noviembre: En Japón, el daimio Rōjū Mizuno Tadakuni, al servicio del shogunato Tokugawa, debe dimitir tras el rechazo de parte de la población a las reformas Tenpō de las leyes suntuarias emprendidas desde 1842, que tuvo que aplicar en el país.[51]
- 6 de noviembre: El almirante Dupetit-Thouars decide personalmente declarar la anexión del reino de Tahití a Francia, provocando el exilio de la reina Pōmare IV de Tahití, que protesta ante París, y el comienzo de la guerra franco-tahitiana hasta 1847.[52]
- 10 de noviembre: Isabel II de España jura ante las Cortes Generales la Constitución de 1837 al declararse su mayoría de edad a los 13 años, aunque le faltaba un año para cumplirla según esa Constitución.[53]
- 11 de noviembre: En Argelia, tiene lugar la batalla de Sidi Yahia con victoria francesa y donde muere uno de los principales lugartenientes de Abd al-Qádir.[54]
- 13 de noviembre: El capitán John C. Frémont, un explorador del territorio de Oregón, reporta una erupción volcánica en el Monte Rainier, en el estado de Washington.[55]
- 17 de noviembre: En el Imperio chino, la ciudad de Shanghái se convirtió oficialmente en uno de los cinco puertos abiertos al comercio exterior, sobre todo con una gran parte de comerciantes del Imperio británico, como consecuencia del Tratado de Nankín.[56]
- 23 de noviembre: En Albuñol (Granada) el pueblo costero de La Rábita es segregado y elevado como municipio.
- 25 de noviembre: En el reino de las Dos Sicilias, tiene lugar una erupción volcánica del Etna en Sicilia, entre el 17 y el 28 de noviembre. En la noche del 25 se produce una violenta explosión de lava en el pueblo de Bronte, en la que mueren 61 personas del pueblo.[57]
- 28 de noviembre: Francia y Gran Bretaña firman una declaración conjunta por la que se comprometían a respetar la independencia del Reino de Hawái. Este día se convirtió en el Día de la Independencia mientras duró la monarquía de Hawái.[58]
- 28 de noviembre: En España, el Presidente del Consejo de Ministros Salustiano Olózaga del Partido Progresista, hace disolver las Cortes por la reina Isabel II, pero acusado por el moderado Luis González Bravo de haber forzado a la reina a hacerlo, se ve obligado a huir al día siguiente a Francia.[59]
- noviembre: El explorador francés Antoine Thomson d'Abbadie es el primer europeo en llegar al Reino de Kaffa, en la actual Etiopía.[60]

### Diciembre
- 13 de diciembre: Firma del Tratado Napier de amistad, entre el Gobernador británico de Colonia del Cabo, Sir George Thomas Napier, y el rey Moshoeshoe I de los sotho, por el que el Reino Unido reconocía los límites del territorio de este reino (posteriormente Basutolandia, y actual Lesoto). La oposición de los bóeres, obligó al rey Moshoeshoe I a cederles una parte de dicho territorio.[61]
- 18 de diciembre: En los Países Bajos, inauguración de la línea de tren entre Ámsterdam y Utrecht, de 35 km de largo.[62]
- 19 de diciembre: En Londres, Reino Unido se publica la novela corta A Christmas Carol del escritor británico Charles Dickens.

### Fechas desconocidas
- La doctrina Monroe (abstención de las potencias europeas de intervenir en los asuntos de América), pronunciada por el presidente de Estados Unidos James Monroe en 1823, se convierte en la base de la política exterior del Presidente James K. Polk de Estados Unidos, dando origen a un período de expansionismo en el continente hasta 1849.[63]
- En Java estallan rebeliones en ciertas regiones entre 1843 y 1850 ante la hambruna que se extiende por la isla por la puesta en práctica de la política del Imperio neerlandés de dedicar una gran parte de la producción agrícola a la exportación de café y de arroz, en vez de a cultivar este para consumo interno.[64]
- En Egipto se completan las presas de los ramales del Nilo (Rosetta y Damieta), 110 km al norte de El Cairo, para mejorar la irrigación de 300.000 hectáreas del Delta del Nilo, propuestas por el ingeniero belga L.M.A. Linant de Bellefonds, y comenzadas en 1833.[65]
- Inauguración del Faro de Dunkerque, construido sobre las ruinas de un fuerte de Vauban, con una altura de 63 metros y 276 escalones.[66]

## Cultura y sociedad
- enero: Publicación del primer número de la revista The Friend en Londres, la única revista cuáquera en el mundo y que continúa en impresión.[67]
- 4 de marzo: Aparece en París la primera edición del semanario ilustrado L'Illustration : Journal universel, que se publicará hasta 1944.[68]
- 3 de mayo: Fundación por decreto de la Universidad de Santo Tomás en Costa Rica, sobre la base de la preexistente Casa de Enseñanza de Santo Tomás.[69]
- 2 de septiembre: Publicación en Londres del primer número de la revista semanal británica The Economist, bajo la dirección de James Wilson, de corte liberal y que apoya el comercio libre.[70]
- 17 de septiembre: En Chile, inauguración de la Universidad de Chile en Santiago de Chile, creada por ley en noviembre de 1842, y evolucionada a partir de la Real Universidad de San Felipe, con Andrés Bello como primer rector.[71]
- 1 de octubre: Lanzamiento del tabloide semanal News of the World en Londres, y centrado en noticias de crimen, sensacionalismo y vicio (hasta 2011).[72]
- 19 de noviembre: Inauguración provisional del Museo Naval de Madrid por la reina Isabel II de España, en el Palacio de los Consejos.[73]
- 9 de diciembre: Fundación de la Universidad Bishop, asociada a la Bishop's College School, en Lennoxville, Quebec, Canadá, para la formación de miembros de la Iglesia Anglicana.[74]
- diciembre: Se envían las primeras Tarjetas de Navidad en Londres por Sir Henry Cole, un funcionario británico con muchas relaciones sociales, con un diseño en la tarjeta del pintor John Callcott Horsley.[75]
- Inauguración del Museo estatal de Cluny o "Museo Nacional de la Edad Media - Termas y Hotel de Cluny", en el Barrio Latino de París, instalado en un palacio que acogió a los abades de la Orden de Cluny del siglo XIII al XVII.[76]
- Emisión durante este año del primer sello postal en las siguientes ciudades o países: Zúrich el 1 de marzo, Brasil el 1 de julio (el llamado Ojo de Buey), y Ginebra el 1 de octubre.[77]
- Codificación del idioma eslovaco por el miembro de la Dieta del Reino de Hungría, lingüista e historiador Ľudovít Štúr.[78]

## Arte y literatura
- 17 de junio: Inauguración del monumento de Bunker Hill, diseñado por Solomon Willard, un obelisco de granito de 77 metros de altura en la ciudad de Boston, Massachusetts, para conmemorar la batalla de Bunker Hill de 1775, durante la guerra de Independencia de Estados Unidos.[79]
- 18 de noviembre: Se completa el monumento de granito comenzado en 1840, de la Columna de Nelson en Trafalgar Square, en Londres, de 51,5 metros de altura, y diseñado por el arquitecto William Railton.[80]
- Realización de la pintura al óleo sobre lienzo “Las dos hermanas”, del pintor romántico francés Théodore Chassériau.[81]

### Literatura
- 3 de enero: Publicación en Yangzhou del diccionario geográfico Illustrated treatise on the maritime kingdoms (Geografía ilustrada de las naciones marítimas) compilado por los funcionarios letrados Wei-Yuan y otros, considerado el primer trabajo chino significativo para los occidentales.[82]
- enero: Comienza la publicación (capítulos 1 a 3) en Londres de la sexta novela del escritor británico Charles Dickens, Martin Chuzzlewit, con 20 entregas mensuales hasta julio de 1844, la última de sus novelas picarescas, aunque una de las menos populares.[83]
- 7 de marzo: Primera representación del drama histórico Los Burgraves del poeta, dramaturgo y novelista romántico Victor Hugo en la Comédie-Française, sin éxito comercial y que supuso el fin de su carrera teatral.[84]
- 16 de octubre: El filósofo y teólogo danés Søren Kierkegaard, padre del existencialismo, publica la obra religiosa Temor y temblor, firmada con el pseudónimo Johannes de Silentio.[85] En este mismo año, publicación de la obra O lo uno o lo otro, influyente libro en el que contrapone lo estético a lo ético de la existencia.[86]
- 11 de noviembre: Publicación en Copenhague de los cuentos El patito feo y El ruiseñor, des escritor danés Hans Christian Andersen.[87]
- 19 de diciembre: Publicación de la novela corta Cuento de Navidad, una fábula navideña de Charles Dickens.[88]
- Publicación en forma de folletín de Eva y David o Los sufrimientos del inventor del novelista realista Honoré de Balzac, tercera parte de la novela Las ilusiones perdidas, que pertenece a la serie de La Comedia Humana.[89]
- Durante el año 1843, el escritor estadounidense Edgar Allan Poe publicó los siguientes cuentos cortos: El corazón delator en el número 1 de la revista The Pioneer: Literary and Critical Magazine de Filadelfia, en enero;[90] "El escarabajo de oro" en el periódico Dollar Newspaper de Filadelfia del 21 y 28 de junio, que ganó el concurso de relatos cortos del periódico;[91] y el El gato negro en la revista semanal United States Saturday Post de Filadelfia del 19 de agosto.[92] Además publicó el poema Lenore en febrero en la revista The Pioneer.[93]
- Publicación en Madrid de la novela histórica Adela y Matilde o Los cinco últimos años de la dominación española en el Perú del militar español Ramón Soler.[94]
- Escritura del Manuscrito de 1843, conocido como Crítica de la filosofía del derecho de Hegel de Karl Marx, escrito en 1843 y publicado en 1844, que muestra el diálogo ético-político entre ambos autores.[95]
- Publicación de Un sistema de lógica inductiva y deductiva, del filósofo inglés John Stuart Mill, en el que formula los principios del razonamiento inductivo conocidos como Los métodos de Mill.[96]

### Música
- Publicación del Gran Tratado de Instrumentación de Hector Berlioz, en la editorial Schonenberger de París, en el que colocó por primera vez el arte de instrumentación y orquestación a la misma altura que la melodía, la harmonía o el ritmo en el lenguaje musical.[97]
- 2 de enero: Estreno de la ópera romántica en tres actos El holandés errante del compositor y director de orquesta Richard Wagner, en la Ópera Semper de Dresde.[98]
- 11 de febrero: Estreno de la ópera dramática en cuatro actos I Lombardi alla prima crociata del compositor italiano romántico Giuseppe Verdi, en el Teatro de la Scala de Milán.[99]
- 23 de abril: Inauguración del primer monumento dedicado al compositor barroco Johann Sebastian Bach, erigido enfrente de la iglesia de Santo Tomás, en Leipzig por el compositor romántico Felix Mendelssohn.[100]
- 14 de octubre: Estreno de la obra musical de El sueño de una noche de verano como música incidental (Op. 61) para la obra de teatro del mismo nombre de William Shakespeare, del compositor y director de orquesta prusiano Felix Mendelssohn, en el Nuevo Palacio Real Prusiano de Potsdam.[101]
- 28 de noviembre: Estreno del melodrama trágico u ópera en tres actos Medea del compositor italiano Giovanni Pacini, en el Real Teatro Carolino de Palermo.[102]
- diciembre: El compositor y pianista alemán Robert Schumann estrena su oratorio profano en tres actos El paraíso y la peri Op. 50, en Leipzig, que lo catapultó a la fama internacional.[103]
- El compositor italiano Gaetano Donizetti compone en este año las obras siguientes: Don Pasquale, una ópera bufa en tres actos, estrenada con gran éxito el 3 de enero en el Théâtre-italien de París;[104] Maria di Rohan, una ópera trágica en tres actos, estrenada el 5 de junio en el teatro Kärntnertortheater de Viena, y unos meses después en París;[105] Don Sebastián, rey de Portugal, una grand opéra en cinco actos, estrenada el 13 de noviembre en la Sala Peletier de la Ópera de París;[106] y "Ne m'oubliez pas", una opéra-comique en tres actos de la que solo escribió siete números, y dejó inacabada.[107]
- El compositor polaco Frédéric Chopin compone en este año las obras siguientes para piano: dos Nocturnos Op. 55 (en fa menor y en mi bemol mayor), tres Mazurkas Op. 56[108] y la obra Feuille d'Album.[109]

## Ciencias y tecnología
- 23 de enero: El suizo Jacob Christoph Rad, director de una planta azucarera de la ciudad checa de Dačice, en Moravia, recibe la patente imperial por el terrón de azúcar, que había inventado en 1841.[110]
- En enero, el físico inglés James Prescott Joule concluye de sus experimentos que el calor podía ser generado por una corriente eléctrica o por el trabajo mecánico, lo que era contrario a la teoría calórica del momento, y calcula el equivalente mecánico del calor, presentando sus resultados en una reunión de la British Association for the Advancement of Science en Cambridge, donde fue acogida con escepticismo, antes de ser aceptada su teoría en 1845.[111]
- 5 de febrero: Se descubre el gran cometa de 1843, oficialmente designado como C/1843 D1, que se hizo muy brillante en marzo, llegando a verse durante el día, y que es miembro del grupo de cometas rasantes al sol Kreutz Sungrazers.[112]
- Entre el 11 y el 14 de abril, la estrella Eta Carinae se convierte temporalmente en la segunda más brillante del firmamento, únicamente superada por Sirio. A finales del siglo XX se descubrió que era una estrella doble del tipo "variable luminosa azul".[113]
- 16 de octubre: El matemático irlandés William Rowan Hamilton, paseando por Dublín, descubre los cálculos de los cuaterniones sobre los que llevaba trabajando varios años, y deduce que son no-conmutativos.[114]
- 21 de diciembre: El primer eclipse de Sol total del ciclo de saros 139 se produce sobre el Asia del sur, con 1 minuto y 43 segundos de duración sobre un área de 66 km de ancho.[115]
- El botánico y astrónomo alemán Samuel Heinrich Schwabe, tras 17 años de observaciones solares, descubre el ciclo de las manchas solares, que él estimará en 10 años, y publicará sus descubrimientos en un artículo llamado Solar Observations during 1843 en la revista alemana Astronomische Nachrichten.[116]
- Publicación de Sketch of the Analytical Engine, un libro en el que la matemática e informática Ada Lovelace traducía al inglés la descripción en 24 páginas que el ingeniero italiano Luigi Menabrea hizo de la máquina analítica del matemático Charles Babbage, añadiendo 40 páginas de notas que suponían una gran aportación teórica, yendo mucho más lejos que ellos y marcando la diferencia entre computadora y calculadora.[117]
- El estadounidense Richard March Hoe inventa la rotativa, o máquina de impresión rotativa para acelerar el proceso de impresión de los periódicos, que utilizaba hasta entonces un proceso de impresión en un tipo plano. La perfeccionó en 1846, y la patentó en 1847.[118]

## Nacimientos

### Enero
- 9 de enero: Teresa de Jesús Jornet e Ibars, religiosa española, fundadora de las Hermanitas de los Ancianos Desamparados, canonizada en 1974 (f. 1897).
- 10 de enero: Marcos N. Juárez, estanciero y político argentino, gobernador de la provincia de Córdoba (f. 1900).
- 11 de enero: Higinio Uriarte, político paraguayo, Presidente de la República de Paraguay (f. 1909).
- 13 de enero: David Ferrier, médico escocés, pionero en neurología y psicología (f. 1928).
- 21 de enero: Émile Levassor, ingeniero mecánico francés, pionero de la industria del automóvil, y cofundador de la marca Panhard & Levassor (f. 1897).
- 25 de enero: 
  - Manuel Pablo Olaechea, abogado y político peruano, Presidente del Senado, y Presidente del Consejo de Ministros del Perú (f. 1913).
  - Hermann Amandus Schwarz, matemático alemán, conocido por su trabajo en análisis complejo y por el Teorema de Schwarz (f. 1921).
- 29 de enero: William McKinley, abogado, político estadounidense y 25° presidente desde 1897 hasta 1901 (f. 1901).
- 30 de enero: José Mariano Jiménez Wald, abogado y político peruano, presidente del Consejo de Ministros del Perú (f. 1901).

### Febrero
- 3 de febrero: William Cornelius Van Horne, empresario estadounidense, presidente de la Canadian Pacific Railway (f. 1915).
- 6 de febrero: Aleksandra Potanina, geógrafa y exploradora rusa del Asia Central, miembro de la Sociedad Geográfica Rusa (f. 1893).
- 7 de febrero: Ramón Rozas Garfias, político conservador chileno, presidente del Senado de Chile (f. 1907).
- 12 de febrero: Joseph Hardy Neesima, misionero cristiano y educador japonés, fundador de la Universidad Doshisha (f. 1890).
- 16 de febrero: Henry M. Leland, inventor, ingeniero y empresario estadounidense, fundador de las marcas de coche Cadillac y Lincoln (f. 1932).
- 18 de febrero: Gonzalo A. Esteva, periodista y diplomático mexicano, Ministro Plenipotenciario de México en Italia (f. 1927).
- 19 de febrero: Adelina Patti, soprano italiana, diva de la ópera, la más brillante del último cuarto del siglo XIX (f. 1919).
- 22 de febrero: Vizconde de Taunay, noble, escritor, ingeniero militar y político brasileño, gobernador del Estado de Paraná (f. 1899).
- 24 de febrero: Teófilo Braga, escritor, ensayista y político portugués, presidente de la República Portuguesa (f. 1924).

### Marzo
- 2 de marzo: María Clotilde de Saboya, princesa italiana de las Casas de Saboya y Bonaparte, declarada Sierva de Dios por Pío XII (f. 1911).
- 6 de marzo: Olegario Molina, abogado, empresario y político mexicano, gobernador de Yucatán (f. 1925).
- 7 de marzo: Joseph James Cheeseman, político liberiano, presidente de la República de Liberia (f. 1896).
- 11 de marzo: Barata Ribeiro, médico, político y escritor brasileño, primer prefecto de la ciudad de Río de Janeiro (f. 1910).
- 12 de marzo: Gabriel Tarde, sociólogo, criminólogo y psicólogo social francés (f. 1904).
- 13 de marzo: Armand Reclus, ingeniero naval y oficial de la Marina francesa, explorador de la zona del Darién, y uno de los padres del Canal de Panamá (f. 1927).
- 14 de marzo: León Dehon, teólogo y sacerdote católico francés, fundador de la Congregación de los Sacerdotes del Corazón de Jesús (f. 1925).
- 17 de marzo: Patricio Escobar, militar y político paraguayo, presidente de la República del Paraguay (f. 1912).
- 30 de marzo: Enrique Villarroya y Llorens, político español, marqués (f. 1899).
- 31 de marzo: Bernhard Förster, maestro, político y escritor alemán, que impulsó la llamada Petición antisemita (f. 1889).

### Abril
- 15 de abril: Henry James, escritor y crítico literario estadounidense, nacionalizado británico, clave en la transición del realismo al modernismo anglosajón (f. 1916).
- 21 de abril: Walther Flemming, médico alemán, uno de los fundadores del estudio de la citogenética (f. 1905).

### Mayo
- 4 de mayo: Eugène Revillout, egiptólogo francés, especialista en egipcio demótico y copto, y conservador de la colección egipcia del Museo del Louvre (f. 1913).
- 10 de mayo: Benito Pérez Galdós novelista del realismo literario, dramaturgo, cronista y político español (f. 1920).
- 12 de mayo: Pascual Alba actor español (f. 1895).
- 20 de mayo: Albert Augustus Pope, industrial estadounidense, fabricante de bicicletas y automóviles, el primero en usar técnicas de producción en masa (f. 1909).
- 21 de mayo: 
  - Louis Renault, jurista francés, Premio Nobel de la Paz en 1907 (f. 1918).
  - Charles Albert Gobat, abogado y político suizo, Premio Nobel de la Paz en 1902, director de la Oficina Internacional por la Paz (f. 1914).
- 23 de mayo: Joaquín Vayreda, pintor paisajista español, que fundó la Escuela paisajista de Olot, y evolucionó hacia el impresionismo (f. 1894).

### Junio
- 1 de junio: 
  - Ósip Baranetski, botánico, experto en fisiología vegetal y en liquenología, y taxónomo ruso (f. 1905).
  - Saigō Tsugumichi, almirante y político japonés de la Era Meiji, Ministro de la Armada del Japón (f. 1902).
- 3 de junio: 
  - Federico VIII, rey de Dinamarca de pensamiento liberal (f. 1912).
  - Kliment Timiriázev, botánico y fisiólogo ruso, el mayor defensor de la Teoría de la Evolución de Darwin en Rusia (f. 1920).
- 8 de junio: Colomán Széll, político húngaro del Partido Liberal, ministro de Finanzas y primer ministro de Hungría (f. 1915).
- 9 de junio: Bertha von Suttner, pacifista y escritora austriaca, Premio Nobel de la Paz en 1905 (f. 1914).
- 12 de junio: David Gill, astrónomo escocés, que midió las distancias al Sol y otras estrellas, y perfeccionó el heliómetro (f. 1914).
- 15 de junio: 
  - Edvard Grieg, compositor y pianista noruego, representante del romanticismo musical (f. 1904)
  - Julio Alarcón y Meléndez, sacerdote jesuíta, poeta y escritor español (f. 1924).
- 24 de junio: Andreas Ascharin, maestro internacional de ajedrez alemán, perteneciente al Imperio ruso (f. 1896).

### Julio
- 5 de julio: Anton Ausserer, naturalista austríaco, especializado en arañas y sobre todo en tarántulas (f. 1889).
- 7 de julio: Camillo Golgi, médico y citólogo italiano, que ideó el método de la tinción celular, y Premio Nobel de Medicina en 1906 (f. 1926).
- 17 de julio: Julio Argentino Roca, político, militar y estadista argentino, presidente de la Nación Argentina en dos oportunidades (f. 1914).
- 24 de julio: Eugene de Blaas, pintor italiano del Clasicismo Académico (f. 1932).
- 28 de julio: William Turner Thiselton Dyer, botánico, profesor e ilustrador botánico inglés, director del Real Jardín Botánico de Kew (f. 1928).
- 31 de julio: Friedrich Robert Helmert, matemático alemán, creador de las teorías matemáticas y físicas de la geodesia moderna (f. 1917).

### Agosto
- 1 de agosto: Robert Todd Lincoln, hijo de Abraham Lincoln, abogado y político estadounidense, Secretario de Guerra de los Estados Unidos (f. 1926).
- 3 de agosto: 
  - Shō Tai, último Rey de Ryukyu, antes de su anexión a Japón (f. 1901).
  - Isabel Vilà i Pujol, la primera sindicalista catalana y pedagoga republicana, luchadora por los derechos de los trabajadores (f. 1896).
- 9 de agosto: 
  - Adolf Mayer, químico agrícola alemán, que trabajó sobre la enfermedad del mosaico del tabaco, importante para descubrir los virus (f. 1942).
  - Marcelino Uribe Botero, abogado, militar y político colombiano, gobernador del efímero Departamento de Sonsón (f. 1939).
- 15 de agosto: 
  - Charles Immanuel Forsyth Major, médico, zoólogo y paleontólogo de vertebrados suizo, sobre todo en mamíferos de Madagascar (f. 1923).
  - David Joaquín Guzmán, político, médico y escritor salvadoreño, fundador del Museo Nacional de Antropología (f. 1927).
- 17 de agosto: Mariano Rampolla del Tindaro, cardenal secretario de Estado de la Santa Sede con el papa León XIII (f. 1913).
- 22 de agosto: Manuel Sales y Ferré, arqueólogo, filósofo e historiador español (f. 1910).
- 27 de agosto: Dmitri Anuchin, antropólogo, etnógrafo, arqueólogo y geógrafo ruso, iniciador de la etnografía en su país (f. 1923).
- 31 de agosto: Georg von Hertling, político bávaro, primer ministro de Baviera y canciller del Imperio Alemán de 1917 a 1918 (f. 1919).
- agosto: Juan Castellón Larenas, abogado, diputado y senador radical chileno, ministro de Relaciones Exteriores y de Justicia de la República de Chile (f. 1919).

### Septiembre
- 6 de septiembre: Yves Guyot, economista, periodista y político francés, editor y director de periódicos, y Ministro de Obras Públicas (f. 1928).
- 9 de septiembre: Oscar Montelius, arqueólogo sueco que redefinió el concepto de seriación (f. 1921).
- 13 de septiembre: Louis Duchesne, lingüista y filólogo francés, sacerdote católico e historiador de la iglesia (f. 1922).
- 15 de septiembre: Lola Rodríguez de Tió, poetisa, periodista y revolucionaria puertorriqueña (f. 1924).
- 19 de septiembre: 
  - Charles Valentine Riley, entomólogo y artista inglés, considerado el padre del control biológico de plagas en agricultura (f. 1895).
  - Jenaro Sanjinés, abogado, periodista y político boliviano, Vicepresidente de Bolivia (f. 1913).
- 20 de septiembre: Nicolás Aleksándrovich de Rusia, zarevich del Imperio Ruso hasta su muerte (f. 1865).
- 23 de septiembre: Emily Warren Roebling, ingeniera civil estadounidense, autodidacta en matemáticas, decisiva en la conclusión del Puente de Brooklyn (f. 1903).
- 25 de septiembre: Thomas Chrowder Chamberlin, geólogo y educador estadounidense, fundador de la Revista de Geología (f. 1928)

### Octubre
- 2 de octubre: 
  - Kaarlo Bergbom, escritor y director de teatro finlandés, fundador del Teatro Nacional de Finlandia (f. 1906).
  - James Whitney, abogado y político canadiense, sexto primer ministro de Ontario (f. 1914).
- 4 de octubre: Marie-Alphonsine Ghattas, monja católica palestina, fundadora de las Hermanas del Santo Rosario de Jerusalén, canonizada en 2015 (f. 1927).
- 10 de octubre: 
  - Luis Carranza Ayarza, médico, periodista director de El Comercio, diputado y senador del Partido Civil (f. 1898).
  - François C. Antoine Simon, militar haitiano, Presidente de Haití (f. 1923).
- 14 de octubre: Eduardo Racedo, militar y político argentino, gobernador de la provincia de Entre Ríos, y ministro de Guerra y Marina de Argentina (f. 1918).
- 16 de octubre: Émile Delahaye, ingeniero, empresario y pionero del automóvil francés, fundador de la marca de coches Delahaye (f. 1905).
- 18 de octubre: Anna Jaclard, escritora y revolucionaria feminista rusa, que participó en la Comuna de París y en la Primera Internacional Socialista (f. 1887).
- 24 de octubre: 
  - Rafael Aizpuru, militar panameño, presidente del Estado Federal de Panamá en varias ocasiones (f. 1919).
  - Henryk Siemiradzki, pintor polaco, de arte académico monumental, escenas del antiguo mundo grecorromano y del Nuevo Testamento (f. 1902).
- 25 de octubre: Pierre Lallement, inventor francés, considerado por algunos como inventor de la bicicleta (f. 1891).
- 28 de octubre: Dezső Bánffy, político autoritario, presidente de la Cámara baja y primer ministro del Reino de Hungría en el Imperio austrohúngaro (f. 1911).
- 31 de octubre: Émilie de Morsier, feminista suiza, luchadora por los derechos de las mujeres prostituidas (f. 1896).

### Noviembre
- 10 de noviembre: Miguel Antonio Caro, humanista, periodista, escritor, filólogo y político colombiano, presidente de la República de Colombia (f. 1909).
- 14 de noviembre: Theodor Wilhelm Engelmann, botánico y fisiólogo alemán, estudioso del efecto de los colores de la luz en la fotosíntesis (f. 1909).
- 16 de noviembre: 
  - Odoardo Beccari, explorador y botánico italiano, director del jardín botánico de Florencia (f. 1920).
  - Manuel Gregorio Tavárez, compositor puertorriqueño, considerado el padre de la Danza de Puerto Rico (f. 1883).
- 17 de noviembre: Joaquín Obregón González, abogado, empresario y político mexicano, gobernador de Guanajuato (f. 1911).
- 20 de noviembre: Louis Delaunay-Belleville, ingeniero y empresario francés, director de la fabricación de automóviles Delaunay-Belleville (f. 1912).

### Diciembre
- 6 de diciembre: Antonio Francisco de Paula Souza, ingeniero y político republicano brasileño, Ministro de Transportes y de Industria de Brasil (f. 1917).
- 8 de diciembre: Delfín Leguizamón, legislador y político argentino, gobernador de la provincia de Salta (f. 1917).
- 11 de diciembre: Robert Koch, médico y microbiólogo alemán, descubre los bacilos de la tuberculosis y del cólera, Premio Nobel de Medicina en 1905 (f. 1910).
- 15 de diciembre: José Vicente Villada, militar y político mexicano del Partido Liberal, gobernador del Estado de México (f. 1904).
- 16 de diciembre: Josephine Shaw Lowell, líder de la Reforma Progresista en Estados Unidos, y creadora de la Liga de Consumidores de Nueva York (f. 1905).
- 20 de diciembre: Frances Hoggan, médica galesa y reformadora social, primera mujer británica en recibir un doctorado europeo en medicina (f. 1927).
- 23 de diciembre: César del Villar y Villate, militar y político español, Ministro de la Guerra (f. 1917).
- 24 de diciembre: Sheij Fazlollah Nurí, mochtahed duodecimano iraní, pionero y mártir del islamismo moderno (f. 1909).
- 25 de diciembre: 
  - Albert Cashier, nacida Jennie Irene Hodgers, inmigrante irlandesa, mujer soldado disfrazada de hombre en la guerra de Secesión de Estados Unidos, y que fue quizás transgénero (f. 1915).
  - Manuel Benigno Cueva, abogado y estadista ecuatoriano, Vicepresidente del Ecuador (f. 1918).

### Fecha desconocida
- Buenaventura Abárzuza Ferrer, diplomático y político español, ministro de Ultramar y ministro de Estado (f. 1910).
- José Alcalá Galiano, escritor, poeta y humorista español, progresista y librepensador (f. 1919).
- Dolores Bernis de Bermúdez, arpista y compositora española, referente en la lucha de la mujer (f. 1904).
- Serapio Calderón, abogado y político peruano, presidente de la República del Perú (f. 1922).
- Minos Kalokairinós, empresario griego, entusiasta de la arqueología y primero en excavar Cnosos (f. 1907).
- Augusto Matte, banquero, diplomático y político liberal chileno, ministro de Hacienda de Chile (f. 1913).
- Cayo Miltos, juez y político paraguayo, vicepresidente del Paraguay (f. 1871).
- Arthur Cecil Stuart Barkly, juez británico y administrador colonial, gobernador de las islas Malvinas (f. 1890).
- Antonio Subercaseaux, comerciante y político conservador chileno, intendente de la provincia de Tacna (f. 1911).

## Fallecimientos

### Enero
- 11 de enero: Francis Scott Key (63), abogado y poeta estadounidense, autor de la letra del himno nacional "The Star-Spangled Banner" (n. 1779).
- 18 de enero: Vicente Dupuy, militar y político argentino, gobernador de la provincia de San Luis (n. 1774).
- 23 de enero: Friedrich de la Motte Fouqué, militar y escritor del romanticismo alemán (n. 1777).
- 26 de enero: Francisco Fernández del Pino, jurista y político español, Ministro de Gracia y Justicia, Presidente del Tribunal Supremo de España (n. 1768).

### Febrero
- 9 de febrero: Luis María Balanzat de Orvay y Briones, militar español, teniente general, prócer del Reino y senador (n. 1775).
- 15 de febrero: Theodoros Kolokotronis, general griego, principal caudillo de la guerra de Independencia de Grecia contra el Imperio Otomano (n. 1770).
- Febrero: John Biscoe, marino y explorador inglés, que descubrió la Tierra de Enderby, la Tierra de Graham y las islas Biscoe (n. 1794).

### Marzo
- 3 de marzo: David Porter, oficial de la Armada de Estados Unidos, y comandante en jefe de la Armada de México (n. 1780).
- 19 de marzo: Antonia Nava de Catalán (63), militar insurgente mexicana, heroína de la independencia (n. 1779).
- 21 de marzo: Guadalupe Victoria (56), militar y político mexicano, primer presidente de México (n. 1786).
- 21 de marzo: Robert Southey, poeta laureado inglés romántico de los lakistas, biógrafo e historiador (n. 1774).
- 31 de marzo: Juan José Viamonte, militar y político argentino, gobernador de la provincia de Buenos Aires (n. 1774).

### Abril
- 1 de abril: John Armstrong Jr., militar y político estadounidense, Secretario de Guerra de los Estados Unidos (n. 1758).
- 22 de abril: Juan Francisco Tarragona, comerciante y político argentino, gobernador de la provincia de Santa Fe (n. 1769).
- 28 de abril: Miguel Ramos Arizpe, sacerdote y político mexicano, ministro de Justicia y Secretario de Hacienda de México (n. 1775).
- 28 de abril: Noah Webster, lexicógrafo, editor y escritor estadounidense, padre de la escolaridad y educación en Estados Unidos (n. 1758).

### Mayo
- 10 de mayo: Juan Benito Blanco, político uruguayo, Ministro de Relaciones Exteriores de Uruguay (n. 1789).
- 27 de mayo: Miguel de la Torre, militar y político español, gobernador y capitán general de Venezuela y de Puerto Rico (n. 1786).

### Junio
- 4 de junio: Ippolito Rosellini, arqueólogo, antropólogo y explorador italiano, fundador de la egiptología italiana (n. 1800).
- 7 de junio: Alexis Bouvard, astrónomo francés, descubridor de ocho cometas, que predijo un 8.º planeta, descubierto tras su muerte (Neptuno) (n. 1767).
- 9 de junio: Pierre-Philippe Thomire, escultor y broncista francés, exponente del estilo Imperio (n. 1751).
- 17 de junio: Johann Natterer (55), ornitólogo y explorador austriaco (n. 1787).
- 23 de junio: Marie Anne Lenormand, adivina profesional francesa, de gran influencia en el auge de la cartomancia en el siglo XVIII (n. 1772).
- 28 de junio: Juan de Dios Rivera y Freire de Andrade, militar y político pipiolo chileno, Ministro de Guerra y Marina de Chile (n. 1781).

### Julio
- 1 de julio: Domingo Caycedo (59), militar y estadista colombiano, presidente de la República de Nueva Granada, y de la Gran Colombia (n. 1783).
- 2 de julio: Samuel Hahnemann (88), médico de Sajonia, inventor de la homeopatía, sistema de medicina alternativa (n. 1755).
- 9 de julio: Washington Allston, pintor y escritor estadounidense, el más importante pintor romántico de Estados Unidos (n. 1779).
- 14 de julio: Miguel Ricardo de Álava, militar, diplomático y político español, Presidente del Consejo de Ministros de España (n. 1772).
- 22 de julio: Marie-Madeleine Lachenais, política haitiana, consejera de gran influencia sobre dos presidentes de Haití (n. 1778).
- 25 de julio: Charles Macintosh, químico e ingeniero británico, inventor de ropa resistente al agua, el impermeable (n. 1766).

### Agosto
- 4 de agosto: Rafael Correa de Saa, militar y político chileno, Ministro de Hacienda de Chile (n. 1772).
- 10 de agosto: Jakob Friedrich Fries, físico, matemático y filósofo alemán, de ideas liberales (n. 1773).
- 12 de agosto: Jean-Pierre Cortot, escultor francés del Neoclasicismo, y Premio de Roma (n. 1787).
- 26 de agosto: Tomás García de Zúñiga, terrateniente y político del Virreinato del Río de la Plata, presidente del Estado Cisplatino (n. 1780).

### Septiembre
- 6 de septiembre: Caroline Eichler, inventora alemana, primera mujer en Prusia en patentar una prótesis de pierna y una de mano (n. 1809).
- 8 de septiembre: Narciso Heredia, diplomático y político español, secretario del Despacho de Estado, secretario del Despacho de Justicia y Presidente del Consejo de Ministros de España (n. 1775).
- 11 de septiembre: Jean Nicholas Nicollet, geógrafo, astrónomo y matemático francés, que cartografió la cuenca alta del río Misisipi (n. 1786).
- 16 de septiembre: José María Queipo de Llano (57), político e historiador español, presidente del Consejo de Ministros de España (n. 1786).
- 16 de septiembre: Johan Sigismund von Mösting, banquero y Ministro de Finanzas danés, interesado en la difusión de la astronomía (n. 1759).
- 19 de septiembre: Gaspard Coriolis, ingeniero y matemático francés, conocido por el efecto Coriolis (n. 1792).
- 30 de septiembre: William Allen, farmacéutico inglés y filántropo, opuesto a la esclavitud y comprometido con la educación en Inglaterra (n. 1770).

### Octubre
- 24 de octubre: Antoine Berjon, pintor y diseñador francés, uno de los ilustradores botánicos más importantes de Francia (n. 1754).
- 30 de octubre: José María Corbacho y Abril, poeta, magistrado y político peruano, Ministro de Relaciones Exteriores del Perú (n. 1785).
- Octubre: Pedro Bautista Aguayo, militar y político mexicano, gobernador del Estado de Sonora (n. 1784).

### Noviembre
- 10 de noviembre: John Trumbull, pintor, arquitecto y escritor estadounidense, autor de los cuadros de la Rotonda del Capitolio en Washington (n. 1756).
- 11 de noviembre: Ignacio Alas, abogado, político e insurgente mexicano, Ministro de Hacienda de México (n. 1780).
- 18 de noviembre: Mariano Montealegre Bustamante, diplomático y político costarricense, Vicejefe de Estado de Costa Rica (n. 1783).
- 26 de noviembre: Martín Tovar Ponte, hacendado y dirigente de la independencia de Venezuela, gobernador de la provincia de Caracas (n. 1772).

### Diciembre
- 9 de diciembre: Agustín Gutiérrez y Lizaurzábal, abogado y político, presidente de la Corte Suprema de Justicia y Jefe de Estado interino de Puerto Rico (n. 1843).
- 12 de diciembre: Guillermo I de los Países Bajos, rey de los Países Bajos, y Gran Duque de Luxemburgo (n. 1772).
- 22 de diciembre: Manuel Hermenegildo Aguirre, abogado, comerciante y economista argentino, Ministro de Hacienda de Argentina (n. 1786).
- 30 de diciembre: José Sartorio, marino y político español, capitán general de la Real Armada Española y Ministro de Marina (n. 1761).

### Fecha desconocida
- Juan Barrundia, político guatemalteco, jefe de Estado de Guatemala (n. 1788).
- Juan de Dios Rivera Túpac Amaru (72 o 73), platero, grabador, artesano y dibujante peruano, descendiente de la nobleza inca, creador del escudo nacional argentino (n. 1760).
- Ángel Sagaseta de Ilurdoz Garraza (59), político español (n. 1784).